# Teodora Urszula Piłsudska
Teodora Urszula Otylia Piłsudska z Butlerów (ur. 1811, zm. 5 października 1886 w Poszuszwiu, powiat kowieński) – hrabianka polska, babka Józefa Piłsudskiego.

## Życiorys
Teodora Urszula Otylia Butler herbu własnego urodziła się w 1811 r. jako jedno z sześciorga dzieci podkomorzego Wincentego Butlera i Małgorzaty z Billewiczów herbu Mogiła. Jej ojciec był właścicielem folwarków: Rapszany (gmina Troupie), Leluny, Płaszotka, Jesinkiszki oraz innych mniejszych, których ogólna powierzchnia wynosiła ok. 4000 ha. Teodora uczyła się w klasztorze sióstr wizytek w Wilnie. Znała niemiecki, francuski oraz grała na fortepianie. W 1832 w Rapszanach zaręczyła się z 16 lat starszym Piotrem Pawłem Piłsudskim i tego samego roku w Paryndze (pow. święciański) wyszła za niego za mąż. Młoda para zamieszkała w Lidowianach (pow. rosieński) razem z bratem Piotra Walerym oraz ich matką Anną z Billewiczów. Następnie rodzina przeniosła się do Poszuszwia (pow. kowieński), gdzie Piotr zajął się majątkiem swojej owdowiałej ciotki Eufrozyny Białłozorowej z Billewiczów, który obejmował ok. 500 ha ziemi. Po śmierci ojca w 1843 Teodora przeniosła się z mężem do Rapszan, gdzie Piotr zajmował się pozostawionym pod ich opieką majątkiem. Powrócili do Poszuszwia w 1849.
Z Piotrem Pawłem miała ośmioro dzieci:
- Józefa Wincentego
- Walerię (1843–1926) – wyszła za mąż za A. Giedgowda
- Julię (1836–1910) – wyszła za mąż za M. Bortkiewicza
- Teresę (1838–1906) – wyszła za mąż za K. Symonowicza
- Ildefonsa – zmarł w wieku 8 lat
- Wincentego (1839–1916) – ożenił się za Marią Jeleńską herbu Korczak
- Ottona – zmarł w dzieciństwie
- Annę – zmarła w dzieciństwie

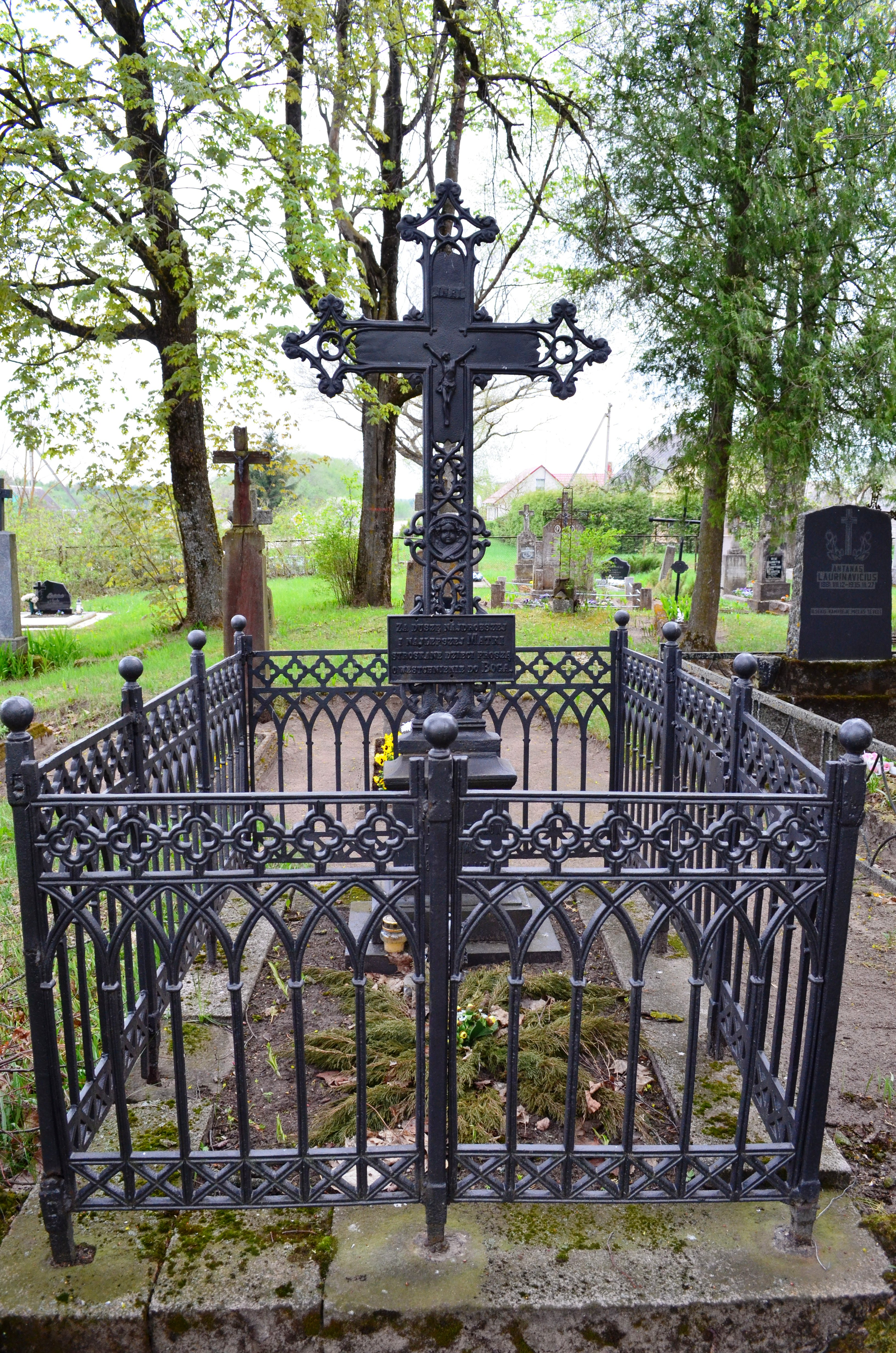
Grób na cmentarzu w Pojeśle

24 listopada 1851 r. zmarł jej mąż. Owdowiała Teodora prowadziła majątek w Poszuszwiu. Była jedną z fundatorek kościoła w Pojeślu, którego budowę ukończono w 1862 r., a konsekrowano w 1863 r., jednak władze carskie zabroniły odprawiania w nim mszy i kościół stał zamknięty przez pewien okres. W 1885 r. w wieku 74 lat odbyła stukilometrową pieszą pielgrzymkę z Kowna do Ostrej Bramy w Wilnie. Zmarła 5 października 1886 r. z powodu choroby wrzodowej. Nie została pochowana w Krokach (pow. kowieński) obok męża, gdyż cmentarz był przeznaczony do likwidacji. Spoczęła na cmentarzu w Pojeślu (pow. kowieński), naprzeciw frontowych drzwi kościoła, którego była fundatorką. Pozostawiła po sobie zbiór przepisów kulinarnych z 1839 r.